# 北京地铁12号线
北京地铁12号线连接中国北京市海淀区四季青桥站至朝阳区东坝北站，是北京地铁一条东西向地铁线路，全长27.5千米，设20座车站，原计划2023年竣工通车，实际于2024年12月15日开通运营。
北京地铁12号线线路标识色为 Pantone 154C 。

## 历史
2015年12月，12号线开工建设。

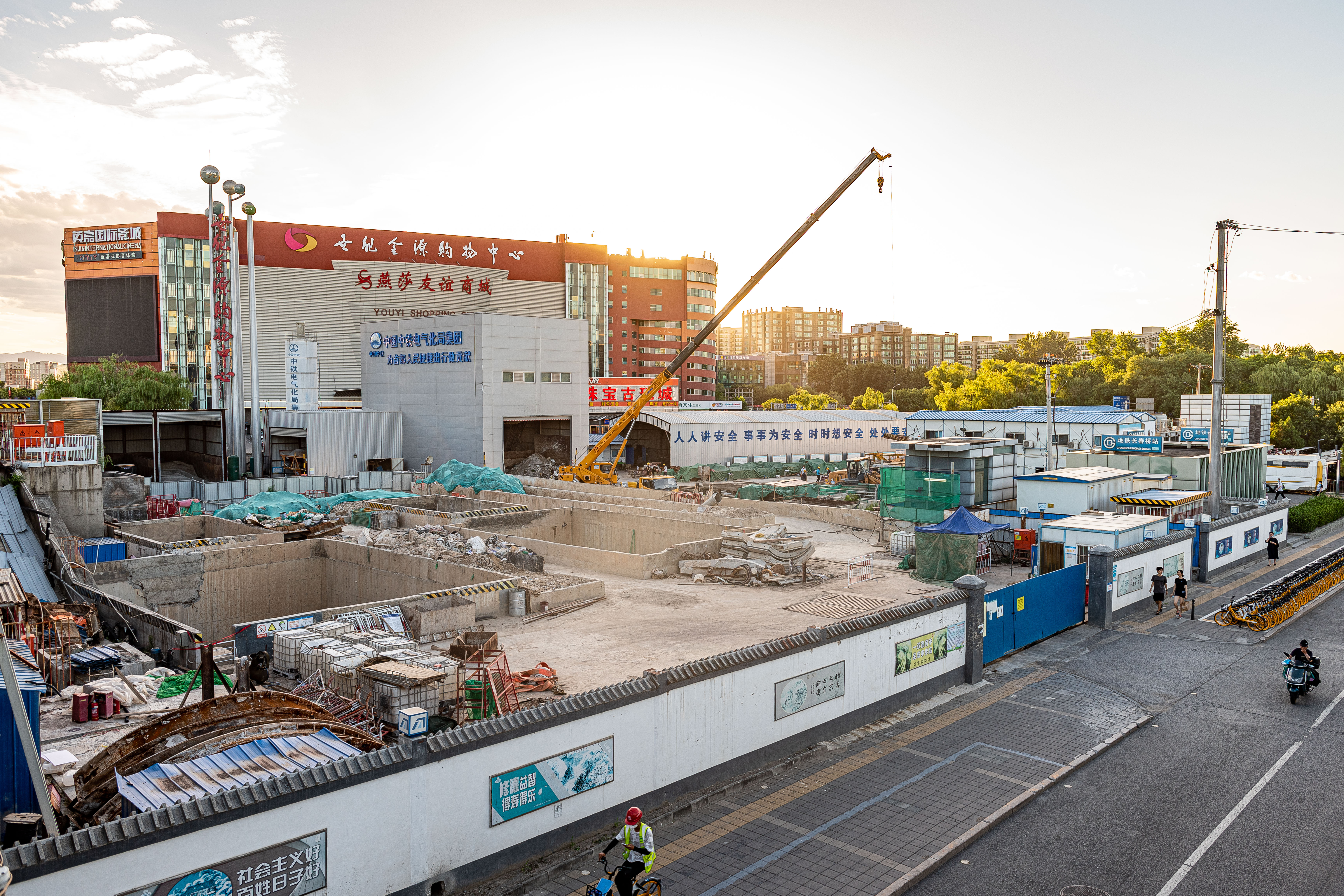
建设中的12号线长春桥站（2022年7月）

2020年8月18日，北京市工程咨询公司受北京市规划和自然委员会的委托，组织了《北京地铁12号线工程初步设计（东坝调整修订版）》，已经确定了12号线和3号线一期只会建设到东坝北为终点站，且将12号线终点站由管庄路西口调整为东坝北街。
2023年7月21日，北京市规划和自然资源委员会公示12号线新增8座车站的命名预案。
2024年2月23日，北京地铁公司与建管公司组织开展12号线正线四季青桥站（含站后）至东坝西站（含东坝车辆段出入段线）热滑试验，为确保12号线顺利开通打下坚实基础。3月20日，12号线开始为期不少于3个月的空载试运行。6月，4号线人民大学站等涉12号线换乘车站的换乘通道施工告示将原定2024年6月30日的竣工日期延后至2024年9月。7月5日，地铁12号线人防工程完成验收工作。7月14日，部分媒体记者、地铁迷以及多名中小学生受邀前往北京地铁12号线列车内体验。受邀前来体验的市民从安贞桥站出发，登上了12号线列车。列车先后停靠在和平西桥站、西坝河站、三元桥站、驼房营站等。8月12日，北京市重大项目办公布第二季度工作进展情况，其中12号线已于第二季度基本完成工程建设。8月21日，12号线已进入“跑图”阶段。9月3日，12号线全线最后一座车站——蓟门桥站通过单位工程验收。11月7日，海淀区政府对12号线田村停车场所在地征收土地（该停车场处于前期专项工作阶段，在12号线开通初期无法投入使用）。
2024年12月12日，北京市交通委员会宣布12号线于12月15日开通初期试运营。同年12月24日，东延至东坝北街站工程启动土建招标。

## 事故
2019年4月19日15时许，北京地铁12号线土建施工09合同段安华桥站发生坍塌事故，造成一名工人死亡。
2021年11月3日23时43分左右，在海淀区四通桥东南角北京地铁12号线工程土建施工05合同段（人民大学站）5号竖井发生一起高处坠落事故，造成一名工人死亡。

## 车站
| 期数   | 站名       | 里程（米） | 站间距（米） | 换乘                            | 行政区        | 开通日期       | 站台设计           | 开门方向 |
| ------ | ---------- | ---------- | ------------ | ------------------------------- | ------------- | -------------- | ------------------ | -------- |
| 南延伸 | 海淀五路居 |            |              | 6号线                           | 海淀区        | 規劃中         |                    |          |
| 一期   | 四季青桥   | 0          | 0            | 不適用                          | 海淀区        | 2024年12月15日 | 地下島式月台       | 左側     |
| 一期   | 蓝靛厂     | 2193       | 2193         | 不適用                          | 海淀区        | 2024年12月15日 | 地下島式月台       | 左側     |
| 一期   | 长春桥     | 3022       | 829          | 10号线                          | 海淀区        | 2024年12月15日 | 地下島式月台       | 左側     |
| 一期   | 苏州桥     | 4281       | 1259         | 16号线                          | 海淀区        | 2024年12月15日 | 地下島式月台       | 左側     |
| 一期   | 人民大学   | 5860       | 1579         | 4号线                           | 海淀区        | 2024年12月15日 | 地下分離式島式月台 | 左側     |
| 一期   | 大钟寺     | 7582       | 1722         | 13号线（未来为13A）（出站轉乘） | 海淀区        | 2024年12月15日 | 地下島式月台       | 左側     |
| 一期   | 蓟门桥     | 8654       | 1072         | 昌平线                          | 海淀区        | 2024年12月15日 | 地下島式月台       | 左側     |
| 一期   | 北太平庄   | 9858       | 1204         | 19号线                          | 海淀区 西城区 | 2024年12月15日 | 地下島式月台       | 左側     |
| 一期   | 马甸桥     | 10880      | 1022         | 不適用                          | 海淀区 西城区 | 2024年12月15日 | 地下島式月台       | 左側     |
| 一期   | 安华桥     | 12110      | 1230         | 8号线                           | 朝陽区 西城区 | 2024年12月15日 | 地下島式月台       | 左側     |
| 一期   | 安贞桥     | 13076      | 966          | 不適用                          | 朝陽区 东城区 | 2024年12月15日 | 地下分離式島式月台 | 左側     |
| 一期   | 和平西桥   | 13936      | 860          | 5号线                           | 朝陽区        | 2024年12月15日 | 地下分離式島式月台 | 左側     |
| 一期   | 光熙门     | 14967      | 1031         | 13号线（未来为13B）             | 朝陽区        | 2024年12月15日 | 地下島式月台       | 左側     |
| 一期   | 西坝河     | 16169      | 1202         | 17号线                          | 朝陽区        | 2024年12月15日 | 地下島式月台       | 左側     |
| 一期   | 三元桥     | 17944      | 1775         | 10号线 首都机场线               | 朝陽区        | 2024年12月15日 | 地下島式月台       | 左側     |
| 一期   | 将台西     | 20255      | 2311         | 不適用                          | 朝陽区        | 2024年12月15日 | 地下島式月台       | 左側     |
| 一期   | 高家园     | 21652      | 1397         | 14号线（暂时无法换乘14号线）    | 朝陽区        | 2024年12月15日 | 地下島式月台       | 左側     |
| 一期   | 驼房营     | 22824      | 1172         | 不適用                          | 朝陽区        | 2024年12月15日 | 地下島式月台       | 左側     |
| 一期   | 东坝西     | 25496      | 2672         | 不適用                          | 朝陽区        | 2024年12月15日 | 地下島式月台       | 左側     |
| 一期   | 东坝北     | 27541      | 2045         | 3号线                           | 朝陽区        | 2024年12月15日 | 地下双島式月台     | 右側     |
| 東延伸 | 东坝北街   | 28848      | 1307         | 不適用                          | 朝陽区        | 招標中         | 地下月台           |          |

## 使用列车
12号线列车分别由中车长春轨道客车与北京轨道交通技术装备集团生产，采用不锈钢车体，列车外观与3号线电动客车采用一致性设计。

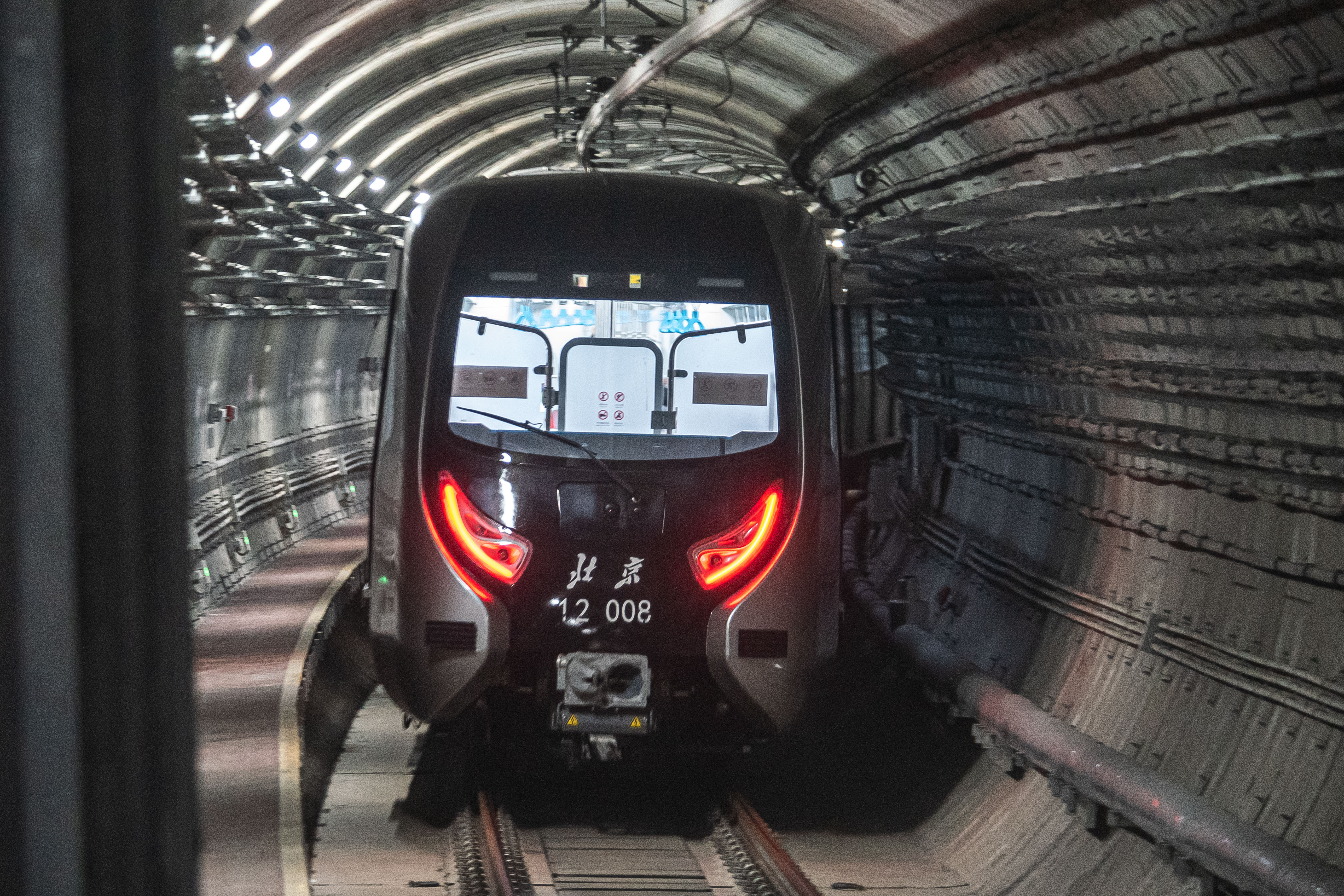
CCD5049型12 008号列车驶出苏州桥站
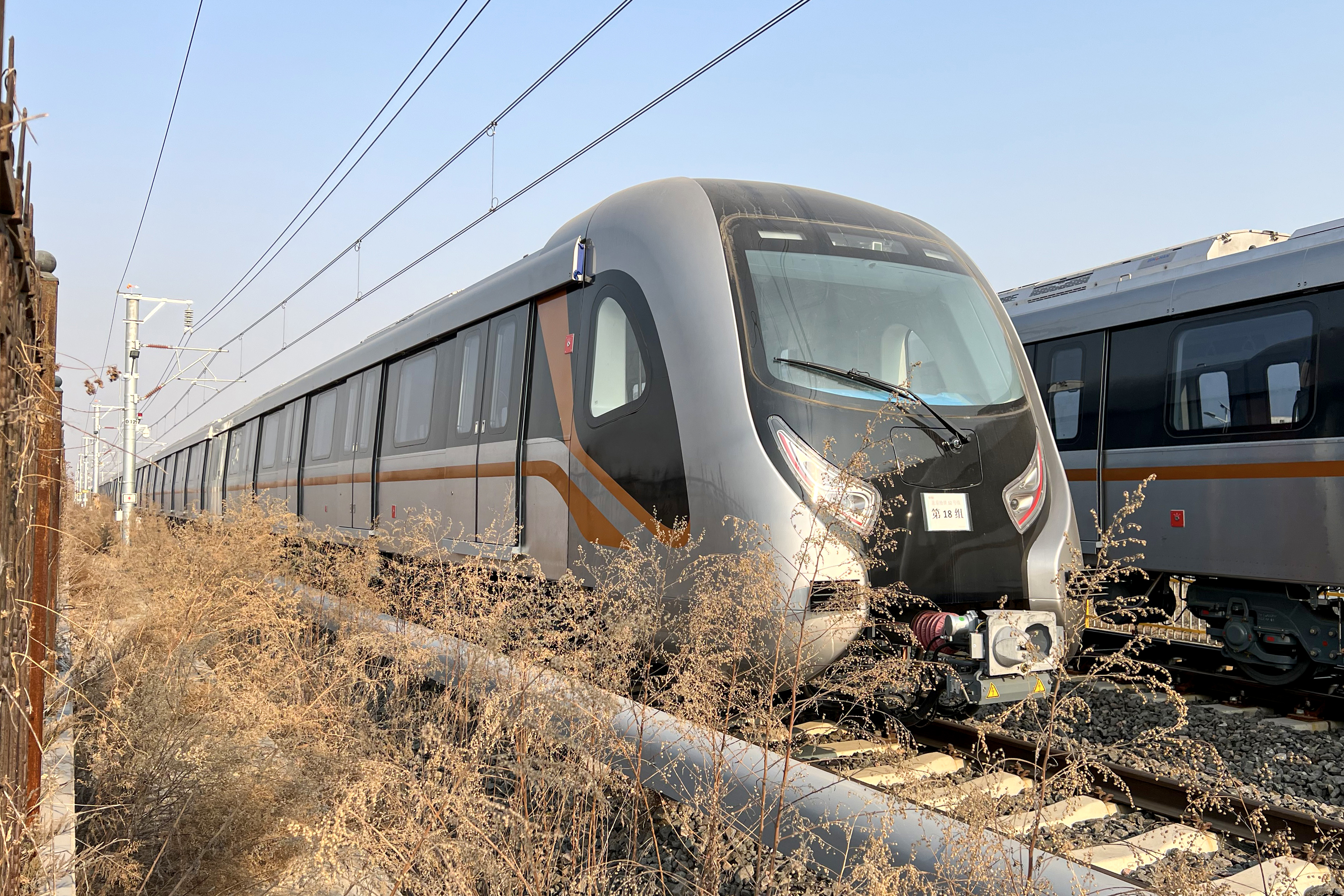
新出厂的 CCD5049 型列车第 18 列车组停放于北京中车长客二七轨道装备有限公司（2023年1月）
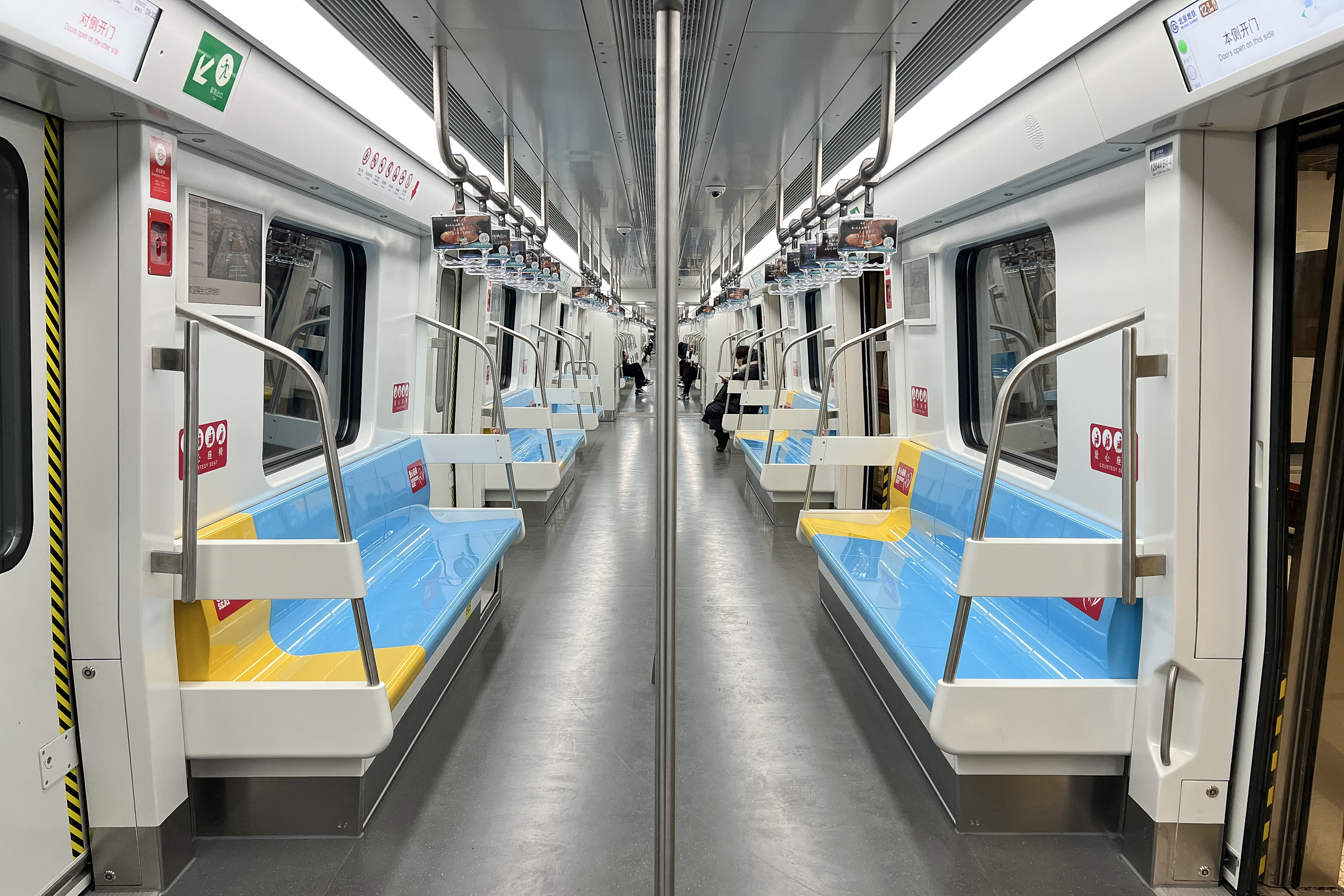
CCD5049型列车客室
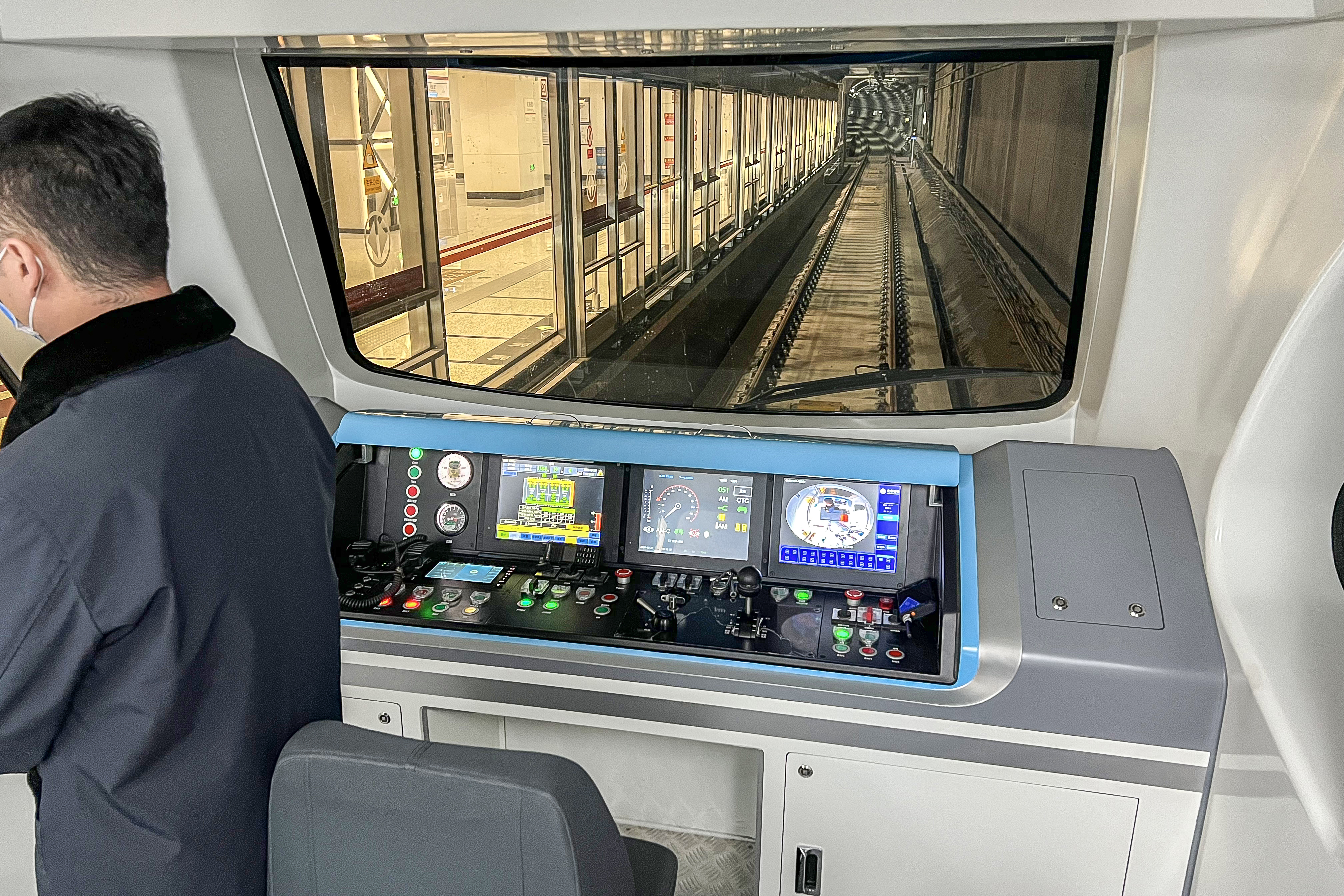
CCD5049型列车驾驶室
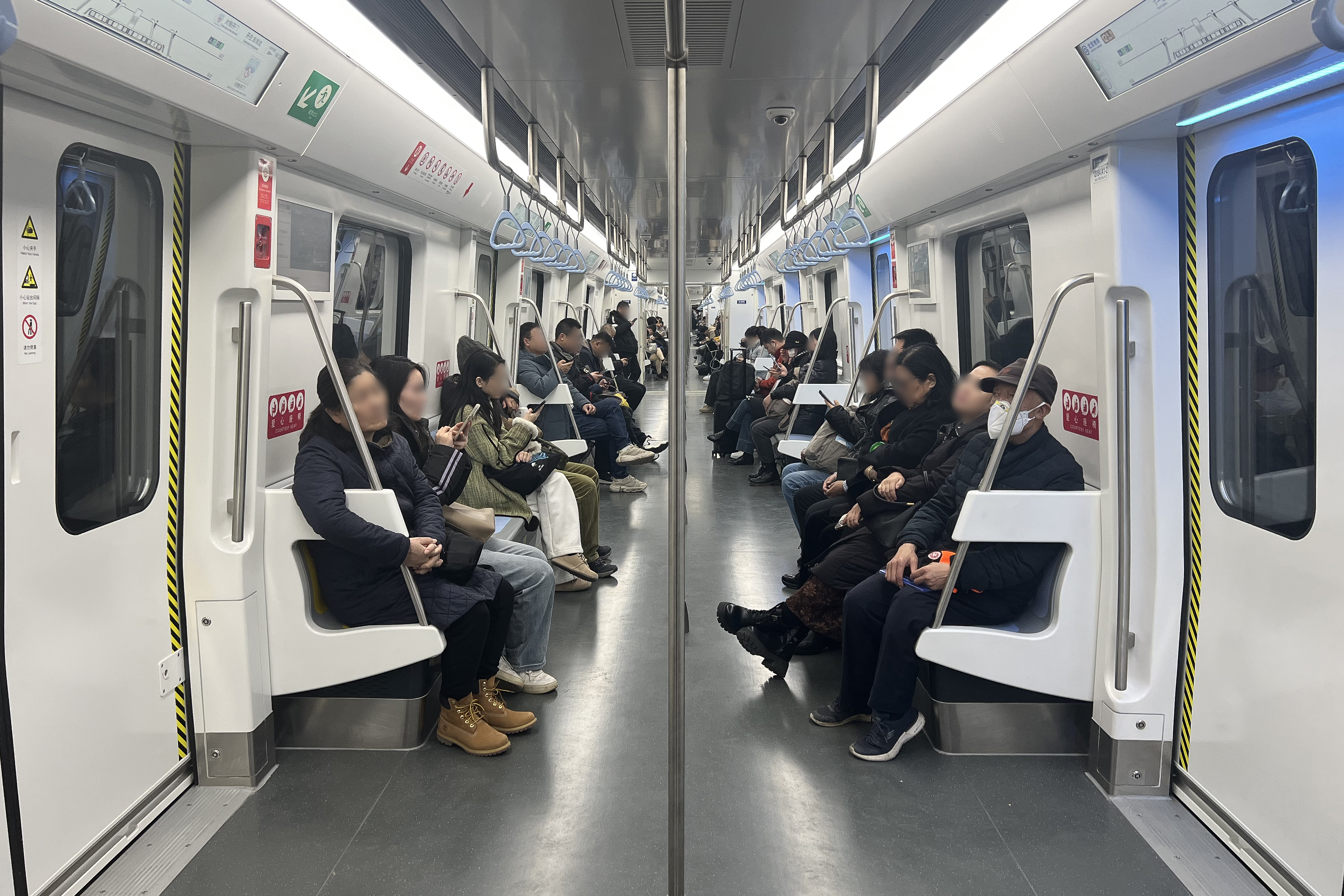
ZBM05型列车客室
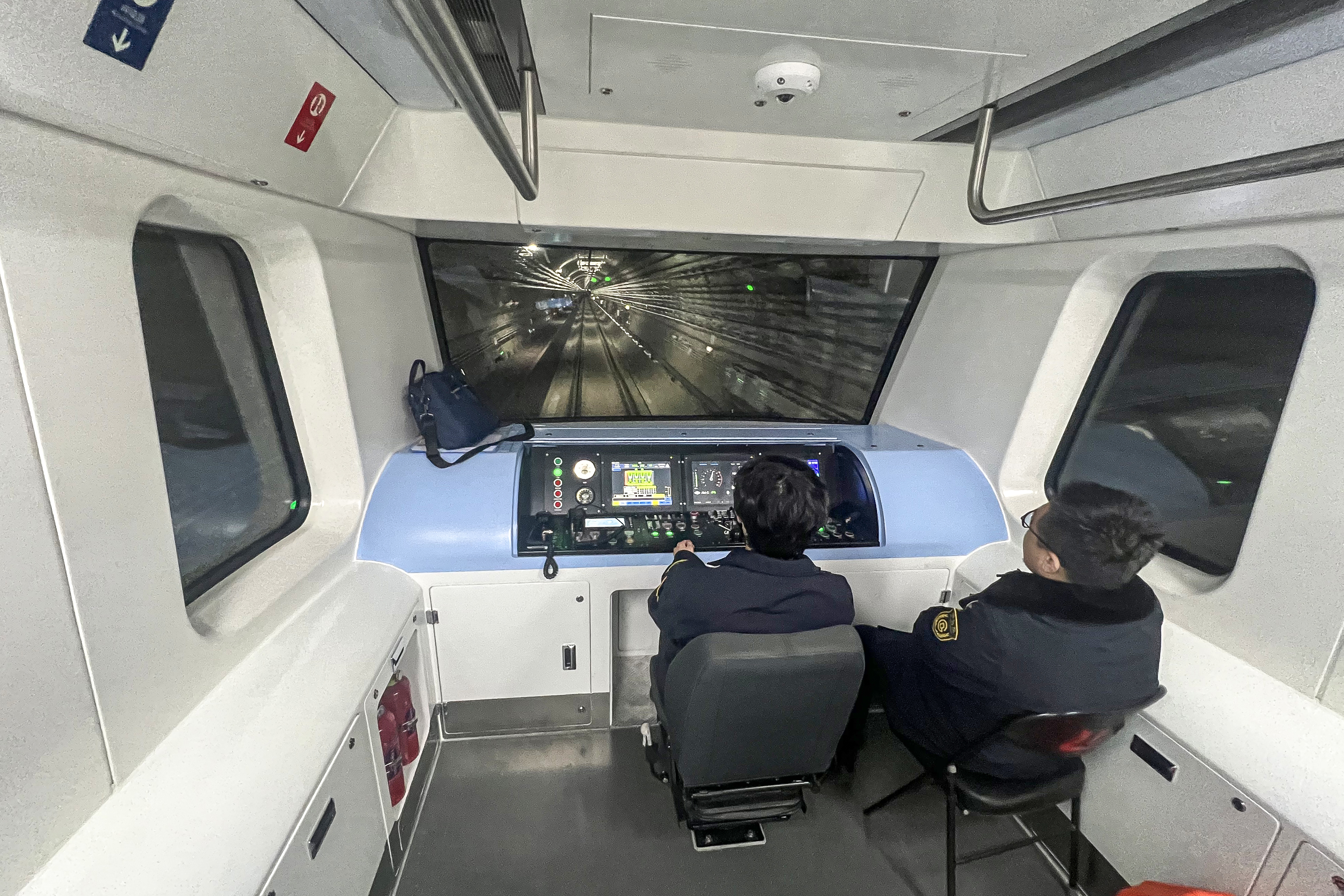
ZBM05型列车驾驶室